# 대수번뇌심소
대수번뇌심소(大隨煩惱心所: 8가지)는 대승불교의 유식유가행파와 법상종의 5위 100법의 법체계를 바탕으로 한다.  이가운데, 심소법(心所法: 51가지) 에 속한다.
그리고 수번뇌심소(隨煩惱心所: 20가지)에 속한다.
수번뇌심소에는 소수번뇌심소(小隨煩惱心所: 10가지) · 중수번뇌심소(中隨煩惱心所: 2가지) · 대수번뇌심소(大隨煩惱心所: 8가지)가 있다.
대승불교의 유식유가행파와 법상종에 따르면, 다음의 8가지 번뇌성의 마음작용들이 대수번뇌심소 그룹을 이룬다. 이를 대수번뇌(大隨煩惱) 또는 대수혹(大隨惑)이라고도 한다.
1. 불신(不信)
2. 해태(懈怠)
3. 방일(放逸)
4. 혼침(惛沈)
5. 도거(掉擧)
6. 실념(失念)
7. 부정지(不正知)
8. 산란(散亂)

대수번뇌심소(大隨煩惱心所: 8가지)

'대'수번뇌(大隨煩惱)라는 명칭은 이에 속한 번뇌가 모든 염오심(染污心)과 언제나 함께 일어나는 번뇌임을 뜻한다.  이러한 이유 때문에 '대(大)'라는 낱말을 사용하여 명명한 것이다.  여기서 염오심은 번뇌에 물든 모든 마음을 뜻한다.  수번뇌(隨煩惱)는 하나 혹은 다수의 근본번뇌를 의지하여 그 근본번뇌와 함께 일어나는 2차적인 번뇌를 뜻한다.
즉, 대수번뇌심소에 속한 마음작용들은 모든 염오한 마음에서 언제나 발견된다.
그리고 모든 염오한 마음에는 이들이 동시에 함께 작용하고 있음을 말한다.
말하자면, 다음과 같다.
'근본'번뇌(根本煩惱)는 '뿌리가 되는 1차적인[根本]' 번뇌다.
'소'수번뇌(小隨煩惱)는 '특수한 또는 심한[小]' 2차적인 번뇌다.
'중'수번뇌(中隨煩惱)가 '특수하지도 일반적이지도 않은[中]' 2차적인 번뇌다.
이에 비해, '대'수번뇌(大隨煩惱)는 '일반적인[大]' 2차적인 번뇌라 할 수 있다.

## 같이 보기
- 3도: 견도 · 수도 · 무학도
  - 견도: 16심 · 고법지인
  - 무학도: 34심
  - 성문 수행계위: 4향4과 - 10결(= 5하분결 + 5상분결)
  - 보살 수행계위: 52위
- 현관: 4제현관 · 6현관
- 유루와 무루
- 번뇌의 해석
- 번뇌의 다른 이름
  - 개 · 결 · 계 · 구 · 구애 · 궤 · 근 · 뇌 · 누 · 박 · 상해 · 소 · 소유 · 소해 · 수면 · 수번뇌 · 악행 · 액 · 열 · 유쟁 · 쟁 · 전 · 전 · 조림 · 주올 · 취 · 치연 · 폭류 · 화
- 번뇌의 작용
- 번뇌의 분류
  - 3루
  - 4액
  - 4취
  - 4폭류
  - 5부: 견고소단 · 견집소단 · 견멸소단 · 견도소단 · 수도소단 = 견소단 + 수소단
  - 5주지번뇌
  - 견혹 + 수혹 = 견소단 + 수소단 = 미리혹 + 미사혹 = 분별기 + 구생기
  - 근본번뇌 + 수번뇌
  - 번뇌장 + 소지장
- 번뇌 = 근본번뇌 + 수번뇌
  - 근본번뇌 = 수면
    - 3근본번뇌: 탐 · 진 · 치
    - 6수면: 탐 · 진 · 만 · 무명 · 견 · 의
    - 7수면: 욕탐 · 진 · 유탐 · 만 · 무명 · 견 · 의
    - 10수면: 탐 · 진 · 만 · 무명 · 유신견 · 변집견 · 사견 · 견취 · 계금취 · 의
    - 12수면: 욕탐 · 진 · 색탐 · 무색탐 · 만 · 무명 · 유신견 · 변집견 · 사견 · 견취 · 계금취 · 의
    - 98근본번뇌(설일체유부)
      - 견혹 = 견소단 = 미리혹 = 분별기: 설일체유부의 88근본번뇌
      - 수혹 = 수소단 = 미사혹 = 구생기: 설일체유부의 10근본번뇌

    - 128근본번뇌(유식유가행파)
      - 견혹 = 견소단 = 미리혹 = 분별기: 유식유가행파의 112근본번뇌
      - 수혹 = 수소단 = 미사혹 = 구생기: 유식유가행파의 16근본번뇌

  - 수번뇌 = 전
    - 8전 · 10전 · 6번뇌구
    - 19수번뇌(설일체유부)
      - 소번뇌지법의 10가지 모두: 분 · 부 · 간 · 질 · 뇌 · 해 · 한 · 첨 · 광 · 교
      - 대불선지법의 2가지 모두: 무참 · 무괴
      - 대번뇌지법의 6가지 가운데 5가지: 방일 · 해태 · 불신 · 혼침 · 도거
      - 부정지법의 8가지 가운데 2가지: 수면 · 악작

    - 20수번뇌(유식유가행파)
      - 소수번뇌심소의 10가지 모두: 분 · 한 · 부 · 뇌 · 질 · 간 · 광 · 첨 · 해 · 교
      - 중수번뇌심소의 2가지 모두: 무참 · 무괴
      - 대수번뇌심소의 8가지 모두: 도거 · 혼침 · 불신 · 해태 · 방일 · 실념 · 산란 · 부정지
- 번뇌 = 잡염 = 유부무기 + 불선
  - 유부무기
    - 욕계의 번뇌의 일부 · 색계의 번뇌 · 무색계의 번뇌
    - 4근본번뇌(말나식의 4번뇌: 아치 · 아견 · 아만 · 아애)

  - 불선 · 악
    - 욕계의 번뇌의 대다수
    - 불선근
    - 5악 · 10악
- 번뇌 = 108번뇌 = 98수면 + 10전
- 번뇌 = 개: 5개
- 번뇌 = 결: 2결 · 3결 · 4결 · 5결 · 9결 · 10결(= 5하분결 + 5상분결) · 98결 · 108결
- 번뇌 = 구애: 3구애 · 5구애
- 번뇌 = 뇌: 3뇌
- 번뇌 = 누: 3루
- 번뇌 = 박: 3박 · 4박
- 번뇌 = 사: 7사 · 10사 · 98사 · 128사
- 번뇌 = 악행: 3악행
- 번뇌 = 취: 2취 · 4취

## 참고 문헌
- 곽철환 (2003). 《시공 불교사전》. 시공사 / 네이버 지식백과. |title=에 외부 링크가 있음 (도움말)
- 미륵 지음, 현장 한역, 강명희 번역 (K.614, T.1579). 《유가사지론》. 한글대장경 검색시스템 - 전자불전연구소 / 동국역경원. K.570(15-465), T.1579(30-279). |title=에 외부 링크가 있음 (도움말)
- 세친 지음, 현장 한역, 권오민 번역 (K.955, T.1558). 《아비달마구사론》. 한글대장경 검색시스템 - 전자불전연구소 / 동국역경원. K.955(27-453), T.1558(29-1). |title=에 외부 링크가 있음 (도움말)
- 운허.  동국역경원 편집, 편집. 《불교 사전》. |title=에 외부 링크가 있음 (도움말)
- (영어) DDB. 《Digital Dictionary of Buddhism (電子佛教辭典)》. Edited by A. Charles Muller. |title=에 외부 링크가 있음 (도움말)
- (중국어) 미륵 조, 현장 한역 (T.1579). 《유가사지론(瑜伽師地論)》. 대정신수대장경. T30, No. 1579. CBETA. |title=에 외부 링크가 있음 (도움말)
- (중국어) 佛門網. 《佛學辭典(불학사전)》. |title=에 외부 링크가 있음 (도움말)
- (중국어) 星雲. 《佛光大辭典(불광대사전)》 3판. |title=에 외부 링크가 있음 (도움말)
- (중국어) 세친 조, 현장 한역 (T.1558). 《아비달마구사론(阿毘達磨俱舍論)》. 대정신수대장경. T29, No. 1558, CBETA. |title=에 외부 링크가 있음 (도움말)